# Vnetišče
Vnetišče   je najnižja temperatura, pri kateri se snov na zraku vname in gori najmanj pet sekund. 
Vnetišče je višje od plamenišča in se od njega razlikuje po tem, da pri plamenišču gorenje po odstranivi plamena preneha. Plamenišče, vnetišče in temperatura samovžiga so pomembni kriteriji za izbiro ustreznih goriv in maziv. 